# Cytotoxicité dépendante du complément
La cytotoxicité dépendante du complément (CDC) est une fonction effectrice des anticorps IgG et IgM. Lorsqu'ils sont liés à l' antigène de surface sur la cellule cible (par exemple, cellule infectée bactérienne ou virale), la voie du système du complément est déclenchée par la liaison de la protéine C1q à ces anticorps, entraînant la formation d'un complexe d'attaque membranaire (MAC) et la lyse de la cellule cible.
Le système du complément est efficacement activé par les anticorps humains IgG1, IgG3 et IgM, faiblement par les anticorps IgG2 et il n'est pas activé par les anticorps IgG4.
C'est un mécanisme d'action par lequel des anticorps thérapeutiques ou des fragments d'anticorps peuvent produire un effet antitumoral.

## Voir également
- Contraste avec la cytotoxicité cellulaire dépendante des anticorps (ADCC)